# Can't We Fall in Love Again?
El álbum contó con la producción de Norman Connors con quien ya había trabajo anteriormente, pero Chuck Jackson mezclo y completo la mayorías de las pistas y produjo la canción principal, cuando Connors se retiró.
Can't We Fall in Love Again? es el nombre del cuarto álbum de estudio de la cantautora estadounidense de Soul y Rhythm and Blues Phyllis Hyman. Lanzado el 12 de junio de 1981 por Arista Records.

## Lista de Canciones
| N.º | Título                                                        | Duración |  |
| 1.  | «You Sure Look Good to Me»                                    | 4:20     |  |
| 2.  | «Don't Tell Me, Tell Her»                                     | 4:18     |  |
| 3.  | «I Ain't Asking»                                              | 4:02     |  |
| 4.  | «Can't We Fall in Love Again?" (Dueto con Michael Henderson)» | 5:17     |  |
| 5.  | «The Love Too Good To Last»                                   | 4:06     |  |
| 6.  | «Tonight You and Me»                                          | 3:45     |  |
| 7.  | «Sunshine in My Life»                                         | 4:27     |  |
| 8.  | «Just Another Face in the Crowd»                              | 5:52     |  |

Bonus Track de la Edición Expandida del Reino Unido del año 2008 por SoulMusic.com Records

| N.º | Título                         | Duración |  |
| 9.  | «Sleep On It»                  | 3:20     |  |
| 10. | «If You Ever Change Your Mind» | 2:58     |  |
| 11. | «In Between The Heartaches»    | 3:45     |  |
| 12. | «You're The One»               | 5:23     |  |
| 13. | «I'm Not Asking You To Stay»   | 4:22     |  |